# Roberto Oros di Bartini
(Oleg Konstantinovič Antonov)
Roberto Oros di Bartini (Nagykanizsa, 14 maggio 1897 – Mosca, 6 dicembre 1974) è stato un ingegnere aeronautico italiano naturalizzato sovietico di origini ungheresi.
Fu per molti anni tra i più importanti progettisti di velivoli dell'Unione Sovietica, occupandosi con successo di molti progetti sperimentali, anche nel campo dei velivoli anfibi. Pubblicò anche lavori di cosmologia e fisica teorica.

## Nome
Bartini è conosciuto sotto più forme del suo nome poiché, nel rispetto della tradizione russa di utilizzare il patronimico e di quella bolscevica di abolire il nobiliare "di", era meglio noto in URSS come Robert Ljudvigovič Bartini (in russo Роберт Людвигович Бартини?). A detta del nipote Oleg, spesso presentava il suo cognome come un nome di battaglia, un acrostico delle parole Bella Avis Rubra Terrorem Infert NIgrae, motto degli Orosdy, intendendo che gli uccelli rossi (gli aerei con la stella rossa) sarebbero stati più veloci degli uccelli neri (gli aerei fascisti). Risulta inoltre aver utilizzato a fini amministrativi anche il nome di Roberto Orozdy o in ungherese Róbert Orosdy; oltre cortina era anche soprannominato "il Barone Rosso" (красный барон, Krasnyj Baron) per la sua ascendenza nobile.

## Gioventù e formazione
Nato a Nagykanizsa nell'odierna Ungheria, crebbe a Fiume, allora territorio dell'Impero austro-ungarico. Secondo il suo maggior biografo, Giuseppe Ciampaglia, la madre diciassettenne crebbe Roberto da sola, poiché il padre era già sposato con un'altra donna; la famiglia materna, che si curò del bambino, era originaria di Miskolc (attualmente in Ungheria); un tempo aristocratica, era andata decadendo e allora viveva in povertà. Quando il padre naturale rifiutò di riconoscere il bambino, che aveva ormai tre anni, la madre si uccise per annegamento. Il piccolo Roberto fu allora affidato agli zii della madre, i quali lavoravano come giardinieri per il barone Ludovico Oros di Bartini (Lajos Orosdy), che lo adottò e gli trasmise il cognome; in seguito la moglie del barone accertò che il padre naturale era proprio suo marito.
Diplomatosi nel 1915, fu ammesso all'accademia militare di Banská Bystrica (attuale Slovacchia), dove fu nominato ufficiale di fanteria dell'esercito austroungarico. Nel 1916, nel corso della prima guerra mondiale, combatté sul fronte orientale; in seguito all'avanzata zarista (vedi Impero russo) in Galizia, fu catturato e restò prigioniero in Russia fino al 1919, nei campi di Chabarovsk e Vladivostok.
Durante la prigionia divenne un convinto rivoluzionario marxista-leninista. 

## In Italia
Tornato avventurosamente in Italia nel 1920, si iscrisse alla sezione d'ingegneria aeronautica del Politecnico di Milano, lavorando nello stesso tempo come operaio all'Isotta Fraschini e facendo attività politica. Questa, oltre alla partecipazione al nascente Partito Comunista d'Italia, comprendeva attività non ufficiali, secondo quanto lo stesso Bartini avrebbe poi, pur esiguamente, confidato all'amico Igor Cutko, che ne avrebbe trattato nel libro Aerei rossi; ad esempio diede assistenza ai comunisti ungheresi che si erano rifugiati in Italia dopo la rapidissima fine della Repubblica Sovietica Ungherese di Béla Kun.
Nel 1922 frequentò la scuola di pilotaggio della Compagnia Nazionale Aeronautica di Giovanni Bonmartini che aveva allora sede a Roma presso l'aeroporto di Roma-Centocelle; lì ebbe per istruttore Renato Donati (pilota che nell'ottobre 1934 su Caproni Ca.113AQ batté il record mondiale di altitudine (m 14 443) all'aeroporto di Montecelio), e nel settembre dello stesso anno conseguì il brevetto di pilota.

## L'espatrio
Nell'agosto del 1923 i capi del suo partito lo aiutarono a espatriare in URSS, sia per sottrarlo a eventuali rappresaglie fasciste, sia per consentirgli di contribuire al rafforzamento del nuovo Stato comunista in qualità di progettista d'aeroplani. Bartini era stato infatti individuato dalla polizia come agitatore e posto sotto controllo.

## Attività in Unione Sovietica
Non avendo completato gli studi in Italia, una volta giunto in Russia Bartini conseguì la laurea in ingegneria aeronautica, poi fu autorizzato ad arruolarsi nell'Aviazione dell'Armata rossa (VVS RKKA), nella quale proseguì la sua specializzazione tecnico-scientifica lavorando presso l'aerodromo di Čkalovskij e il centro sperimentale dell'aviazione di marina a Sebastopoli, come capo-ingegnere dell'ammiragliato aeronautico per il Mar Nero, incominciando anche a ideare i suoi primi aeroplani. Nel 1928 era già maggior generale comandante di brigata aerea (kombriga).
Nel 1929 prese parte alla missione "Nazione Sovietica", un volo dimostrativo effettuato con un Tupolev ANT-4 verso gli Stati Uniti, di cui pianificò il tratto di rotta che sorvolava il mare, e per questo servizio ricevette un diploma di encomio.

### Le prime nomine
I suoi primi progetti di massima furono esaminati dallo TsAGI, l'Istituto centrale di aero-idrodinamica, a partire dal 1929. Riguardavano tre idrovolanti e un nuovo tipo di caccia che furono trovati particolarmente promettenti, cosicché gli esperti del prestigioso istituto dettero parere favorevole alla prosecuzione dell'attività del giovane ingegnere.
Il Consiglio superiore dell'economia e quello militare rivoluzionario approvarono allora la nomina di Bartini a costruttore capo responsabile e direttore di un proprio OKB (Opytnoe Konstruktorskoe Bjuro, ufficio di progettazioni sperimentali).

### Idrovolante MTB-2
Il primo progetto messo a punto riguardò un idrovolante plurimotore siglato MTB-2 (Morskoj Torpedonosec Bombardirovščik, bombardiere aerosilurante marittimo) costituito da due fusoliere a scafo collegate da un robusto tronco alare centrale con ampie semiali a sbalzo, pesante 40 000 kg e adatto al pattugliamento e al bombardamento a largo raggio.
Questa realizzazione, per tipologia costruttiva e dimensioni, era totalmente nuova per l'URSS, tanto che il similare Tupolev MK-1 (Morskoj Krejser, incrociatore marino) sarebbe stato realizzato solo quattro anni dopo. Il progetto di Bartini fu esaminato in alternativa a uno proposto dal costruttore russo Dmitrij Pavlovič Grigorovič, ma questi si ritirò dalla competizione riconoscendo la miglior validità della proposta di Bartini.

### Riorganizzazione dell'industria di stato
In quello stesso 1930, tuttavia, ebbe luogo una vasta riorganizzazione dell'industria aeronautica di stato sovietica. Alcuni uffici tecnici vennero riuniti in un unico grosso supercollettivo (TsKB o ufficio centrale di progettazione), per incrementare drasticamente il ritmo di messa a punto di nuovi prototipi d'aereo, richiesti dalle forze armate. Del nuovo ente, attivo fino al 1940, e i cui aeroplani sarebbero stati designati genericamente con la sigla TsKB seguita da un numero progressivo, avrebbero fatto parte, oltre al gruppo guidato da Bartini, anche quelli di Aleksandr Sergeevič Jakovlev che ne era il vicedirettore, di Grigorovič, Sergej Aleksandrovič Kočerigin, Nikolaj Nikolaevič Polikarpov e altri. Ciascun ufficio avrebbe dovuto dedicarsi separatamente alla messa a punto di un'unica parte costruttiva dei velivoli, disegnando contemporaneamente più prototipi da costruire e provare in rapida successione.
All'atto pratico questo tipo di organizzazione evidenziò seri problemi di rendimento, dovuti in massima parte a gelosie e rivalità personali degli ingegneri capo. Scompariva per esempio il sistema, ancora oggi in uso in Russia, di siglare i velivoli con le iniziali del capoprogettista. Bartini che, da rigoroso marxista, era contrario a qualsiasi forma di personalismo, tanto da non voler mai identificare i propri velivoli con le sue iniziali, non mancò di far presente alle autorità del Partito comunista sovietico (Partito bolscevico), al quale era iscritto, la scarsa efficienza del nuovo "supercollettivo".
Nella divergenza di vedute organizzative che ne seguì, tra il grosso ente aeronautico e il partito, finì con l'essere sacrificato e privato del suo incarico direttivo, con l'ovvio abbandono del suo progetto, poi realizzato in forme simili da Andrej Nikolaevič Tupolev con la collaborazione dello stesso Bartini.

### Lo Stal-6
Le riconosciute capacità progettuali dell'italiano non andarono tuttavia perdute, poiché il vicedirettore della flotta aerea civile, d'accordo con il vicecomandante dell'Armata Rossa, gli affidò la direzione dell'ufficio progetti dello OOS-GVF (Otdel Opytnogo Samoletostroenka-Graždanskij Voždusnij Flot, dipartimento di costruzioni sperimentali della flotta aerea civile). Questo ente, fondato nel 1928 e denominato abitualmente Stal' (acciaio), si occupava della realizzazione di aerei civili con il preciso scopo di sostituire l'acciaio al più caro alluminio, in quegli anni ancora importato dall'Occidente.
Bartini non fu però incaricato di disegnare aerei civili, ma un nuovo caccia monoplano lo "Stal-6" dalle prestazioni avveniristiche per i primi anni trenta: avrebbe dovuto infatti superare largamente i 400 km/h. La potenza dei motori in linea raffreddati ad acqua disponibili era però troppo limitata per potere ottenere tali prestazioni e il previsto Curtiss V-1750 Conqueror erogava infatti solo 660 hp. Bartini ricorse allora ad accorgimenti costruttivi che avrebbero assicurato la massima finezza aerodinamica.
Oltre a sostituire la capottina chiusa con il dorso della fusoliera, l'italiano abolì il radiatore esterno facendo lavorare l'acqua di raffreddamento a temperatura di ebollizione. Il velivolo venne quindi costruito con una struttura interna di tubi in acciaio al cromo-molibdeno e un rivestimento esterno consistente in due sottili lamierini di acciaio inossidabile Enerž-6, formanti un'intercapedine per il raffreddamento e la condensazione del vapore per il successivo ricircolo. Il velivolo, il primo in URSS a disporre di carrello monotraccia centrale completamente retrattile e di pattini anch'essi retrattili, venne siglato Stal'-6.
Il primo volo avvenne nel luglio 1933. I successivi collaudi evidenziarono una velocità massima di 420 km/h con un tempo di salita a 1 000 metri inferiore al minuto. Il grande successo ottenuto da Bartini destò sensazione negli ambienti tecnico-militari sovietici, tanto che venne rapidamente messa allo studio una versione con motore M-100A (Hispano-Suiza 12YBR costruito su licenza da Klimov) da 860 hp, denominata Stal'-8, teoricamente capace di superare i 600 km/h.
La macchina, costruita al 90% nell'ottobre del 1940 non venne tuttavia accettata per la vulnerabilità del sistema di raffreddamento e la cattiva visibilità per il pilota.

### DAR - ricognitore per rotte polari
Bartini intanto, su indicazioni del pilota delle rotte polari Chuknovsky, studiava un bimotore ad ala alta denominato DAR (Dal'nij Arktičeskij Razvedčik, ricognitore artico a lungo raggio) da utilizzare come ricognitore a lungo raggio nelle regioni artiche, la cui architettura ricordava quella del Dornier Wal, ma con una struttura e una tecnica costruttiva diverse.
L'idrovolante era propulso da due Hispano-Suiza 12Y da 860 CV contenuti in tandem in una gondola posta al centro dell'ala alta controventata. Quest'ultima avrebbe dovuto avere forma tubolare nella parte centrale per avvolgere l'intera gondola motrice e sfruttare l'incremento di spinta propulsiva delle eliche risultante da un fenomeno aerodinamico conosciuto in URSS come "effetto Bartini".
Il primo prototipo venne però realizzato con un'ala alta convenzionale e volò a Leningrado nell'aprile 1936.

### Lo Stal'-7
La fine degli anni trenta vide un'altra prestigiosa realizzazione, il bimotore Stal'-7 da 12 passeggeri, equipaggiato con due motori M-100 da 760 hp, costruiti su licenza Hispano-Suiza, che consentivano di raggiungere i 450 km/h con un'autonomia massima di 5000 km.
L'ala monoplana a gabbiano inversa sfruttava efficacemente l'incremento di portanza dovuto all'effetto suolo dinamico, con notevoli capacità di decollo in sovraccarico. Il prototipo, progettato a partire dalla fine del 1933, venne completato nel maggio 1936. Rivelatosi inizialmente poco governabile e incidentatosi, venne riparato e completò le prove di volo nella primavera 1937. Fu anche esposto al salone di Parigi di quell'anno e nell'agosto 1939 stabilì il primato mondiale di velocità volando sul circuito chiuso di 5000 km Mosca-Sverdlovsk-Sebastopoli-Mosca in 12 ore e 31 minuti. Anche in questo caso le autorità arrestarono la fase dello sviluppo in serie della nuova macchina.

### Il carcere
Era incominciato in tutta l'URSS il periodo del grande terrore nel quale incapparono non solo gli avversari politici dello stalinismo, ma anche milioni di altri cittadini. Numerosi progettisti aeronautici vennero arrestati dalla polizia politica, e fra questi vi furono Tupolev, Konstantin Alekseevič Kalinin (che fu fucilato), Aleksandr Ivanovič Putilov, Georgij Ėrichovič Langemak, Sergej Pavlovič Korolëv e diversi altri. Anche Bartini venne arrestato il 14 febbraio 1938 e successivamente incarcerato senza che fossero state formulate contro di lui specifiche accuse; fu così lasciato in attesa di un processo che non sarebbe stato mai celebrato.
L'italiano non accettò di sottoscrivere alcuna lettera di autodenuncia mentre le sue più recenti realizzazioni caddero in disgrazia. Anche il DAR, del quale erano stati ordinati i primi cinque esemplari, venne accantonato.
Lo stato di detenzione di Bartini sarebbe durato ancora chissà quanto se non fosse intervenuto il record mondiale dello Stal'-7. L'eccellente velivolo era suscettibile di essere trasformato rapidamente in bombardiere, tanto che Bartini era già stato incaricato di realizzare tale modifica. Quando venne arrestato la direzione dei lavori venne però affidata all'ingegner Vladimir Grigor'evič Ermolaev, che era già stato suo collaboratore durante la realizzazione dello Stal'-7. Fu creato uno specifico OKB e il nuovo bombardiere venne dapprima siglato DB-240 (Дальний Бомбардировщик, Da'lnyi Bombardirovščik, bombardiere a lungo raggio) e in seguito Er-2.
Costruito interamente in metallo, il bimotore venne largamente modificato. Venne creata una stiva bombe interna e fu installato l'armamento difensivo. I motori radiali vennero sostituiti da motori in linea M-105 da 1100 hp e il timone verticale posteriore fu sdoppiato. Il primo esemplare volò il 14 maggio 1940. Con i primi esemplari prodotti vennero costituiti due stormi operativi supersegreti che, appartenenti al comando dell'aviazione da bombardamento a lungo raggio, già nel settembre 1941 effettuarono incursioni su Berlino, Königsberg, Danzica e Stettino partendo da aeroporti nella zona di Mosca. Dello Er-2 vennero costruiti 462 esemplari di serie, alcuni dei quali propulsi da motori Diesel.
Durante il conflitto Bartini proseguì la sua attività di progettista alla testa dell'OKB-4, incaricato di compiere studi e progettare velivoli a reazione. Nel 1942 concepì un velivolo bireattore tutt'ala siglato R che non fu mai realizzato. Da questo progetto derivò l'intercettore di punto a decollo verticale R-114, molto simile al Me 163 Komet. Non fu però possibile metterne a punto l'apparato propulsivo, concepito da Valentin Petrovič Gluško, uno dei pionieri della missilistica sovietica. Questo propulsore avrebbe dovuto essere costituito da due statoreattori accoppiati a motori a razzo RD-1 che gli avrebbero teoricamente consentito di raggiungere velocità bisoniche.

### Velivoli da trasporto
A partire dal 1944 l'italiano si dedicò alla progettazione di diversi velivoli da trasporto, siglati con la lettera iniziale T. Nessuno di questi progetti fu realizzato e lo stato detentivo di Bartini terminò nel 1946. La riabilitazione definitiva e la riammissione al PCUS sarebbero invece avvenute nel 1955 quando Nikita Chruščëv svelò al mondo i crimini di Stalin. L'Unione Sovietica avrebbe riparato definitivamente al torto subito da Bartini conferendogli nel 1967 l'Ordine di Lenin e quello della Rivoluzione d'Ottobre.

#### La ricerca e gli studi
Il costruttore capo italiano già negli anni venti era stato uno dei primi progettisti capaci di superare i metodi intuitivi di carattere empirico-sperimentale che erano stati fino ad allora utilizzati nelle costruzioni aeronautiche, introducendo nuove metodologie matematiche di rappresentazione e calcolo aerodinamico e strutturale. Negli anni successivi avrebbe perfezionato un metodo analitico di ottimizzazione delle prestazioni di un velivolo, particolarmente apprezzato dalla scuola aeronautica sovietica, detto "e...e", capace cioè, con opportuni ritrovati, di migliorare contemporaneamente più parametri di un velivolo anche se antitetici tra loro.
Nei primissimi anni cinquanta poté dedicarsi con successo alla ricerca puramente teorica di nuove forme aerodinamiche capaci di consentire a un velivolo pesante con propulsione a getto di mantenere una velocità di crociera bisonica su tratte intercontinentali.
Senza effettuare verifiche pratiche alla galleria del vento, Bartini pervenne in maniera del tutto autonoma alla definizione del disegno dello stesso tipo di ala a doppio delta che sarebbe stata utilizzata dal sovietico Tu-144 e dal Concorde.
In precedenza, nel 1947, l'italiano aveva anche definito il progetto del quadrimotore da trasporto pesante T-200 propulso da motori alternativi Švetsov ASh-73 da 2800 hp e da due turbogetti RD-45 che però non venne mai costruito, essendo la produzione di tali motori interamente assorbita da quella dei bombardieri Tupolev Tu-4, copia dei Boeing B-29.
Tuttavia, quando Oleg Konstantinovič Antonov realizzò nei primi anni cinquanta i suoi primi velivoli da trasporto con rampa di accesso posteriore in grado di trasportare anche carrarmati, gli An-8 e An-10, richiese a Bartini lo schema costruttivo del piano di carico che aveva concepito per le sue macchine. Generosamente Bartini mise a disposizione di Antonov i relativi disegni esecutivi, ribadendo il suo ruolo di fertile generatore di idee che sarebbero state utilizzate a piene mani per decenni dall'intera industria aeronautica sovietica, come avrebbe confermato in seguito il costruttore Sergej Vladimirovič Il'jušin.
Tra il 1955 e il 1957 studiò macchine volanti di grandi dimensioni, come un gigantesco anfibio capace di lanciare velivoli parassiti simili al Sud-Ouest 9000 "Trident" francese e il quadriturboelica T.217 per il trasporto dei missili balistici intercontinentali.

#### M-62 Bartini-Beriev VVA-14

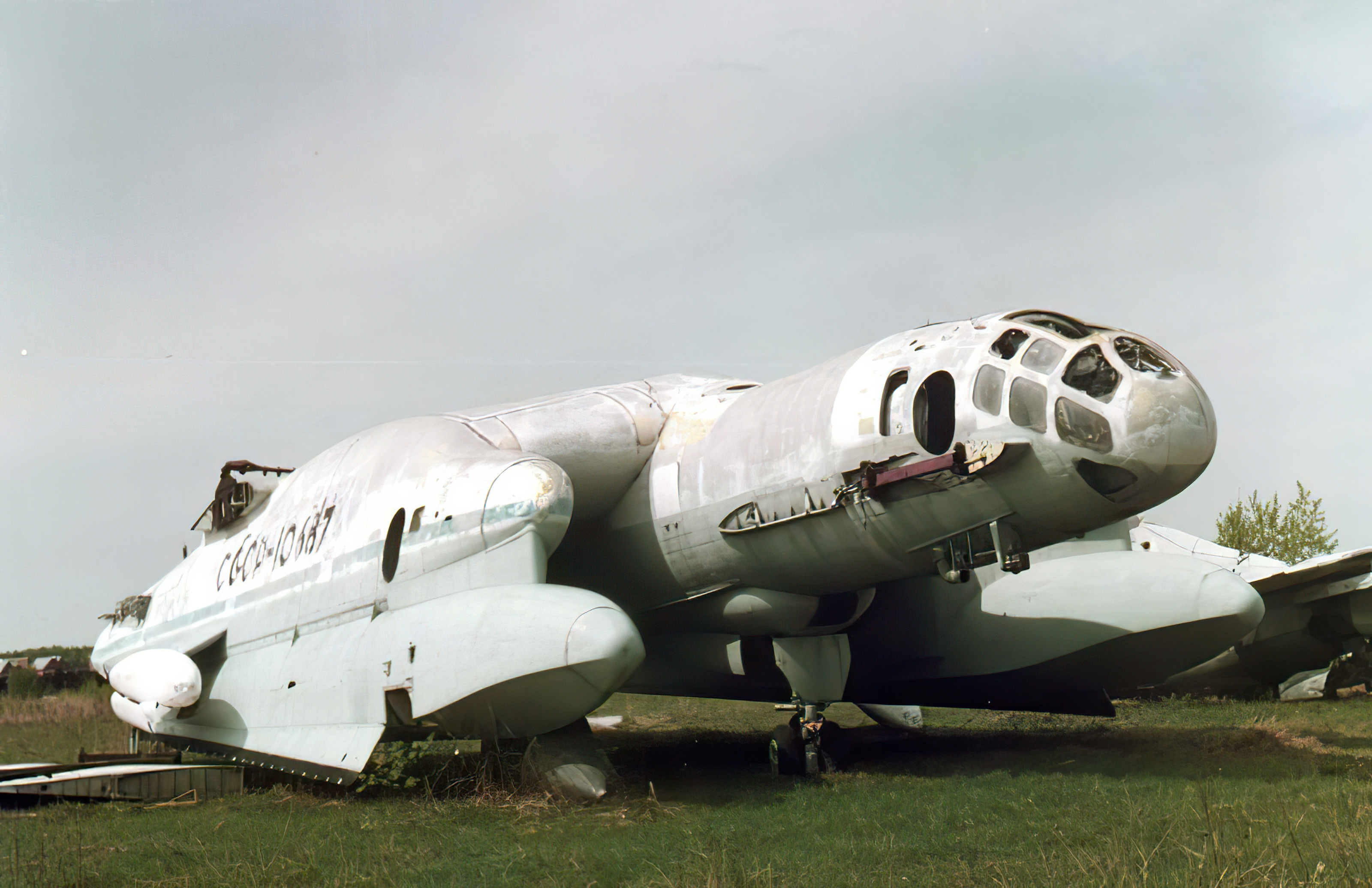
Il relitto del Bartini-Beriev VVA-14 al Museo dell'aviazione di Monino.
Le ali sono state staccate, si notano i galleggianti rigidi che sostituirono nell'ultima fase di test quelli gonfiabili. Al di sotto delle vetrature dell'abitacolo si notano anche gli attacchi della coppia di turboventole per il decollo.

Bartini si dedicò successivamente allo studio di un gigantesco velivolo anfibio antisommergibili o da trasporto a grandissimo raggio d'azione, siglato M, di ben 2 500 tonnellate di peso massimo al decollo; del tipo definito dai sovietici Ekranoplano, questo velivolo sarebbe stato capace di volare solo in effetto suolo a bassissima quota su rotte oceaniche e in grado di dare la caccia ai sommergibili atomici lanciamissili. Per concretizzare tali studi con un modello di dimensioni più ridotte, Bartini pose mano, a partire dai primi anni sessanta, alla realizzazione della sua ultima e più originale creazione, sintesi delle idee e delle soluzioni costruttive introdotte in oltre trent'anni d'attività: un velivolo anfibio antisommergibili a getto a decollo verticale capace anch'esso, come nel progetto M, di sollevarsi dalla superficie marina e di volare sia in effetto suolo a bassissima quota durante le missioni di pattugliamento, sia a velocità subsonica nei trasferimenti ad alta quota.
Questa macchina venne siglata inizialmente M-62 e quindi Bartini VVA-14 (vertikalno vzletayuschaja amfibia, anfibio a decollo verticale). Aveva una configurazione a catamarano, con due grandi carenature laterali contenenti galleggianti in gomma gonfiabili, collegate a una fusoliera centrale da due corte semiali dalla larghissima corda e dal grande spessore, che avrebbero dovuto funzionare da pareti contenitrici di un grande cuscino d'aria. Questo sarebbe stato creato, in condizioni statiche al decollo, da dodici motori Koliesyov RD36-35PR a getto installati verticalmente nell'ala, e successivamente mantenuto, in condizioni di volo orizzontale a pelo d'acqua, dal flusso aerodinamico. Il velivolo, pesante 52000 kg al decollo, avrebbe dovuto essere propulso orizzontalmente da due turbofan Solovyov D-30M collocati sul dorso della fusoliera.
Sofferente di cuore, Bartini dedicò tutte le sue energie residue alla realizzazione di questa nuova macchina che, a partire dal 1968, venne costruita negli stabilimenti di Taganrog diretti dal costruttore d'idrovolanti Georgij Michajlovič Beriev. L'italiano fu tuttavia costretto a modificare il suo progetto, a causa dell'indisponibilità dei motori da decollo verticale con l'introduzione, inizialmente non prevista, di un carrello principale centrale in fusoliera integrato, oltre che dal carrello anteriore di fusoliera, da due ruotini retraibili in carenature laterali. Il primo volo della macchina avvenne con decollo da terra il 4 settembre 1972 nelle mani del collaudatore Kuprianov, che la trovò sorprendentemente maneggevole e capace di volare a 760 km/h.
Furono comunque richieste modifiche alle carenature laterali e al cuscino d'aria, dimostratosi scarsamente affidabile. Il velivolo, ribattezzato MPI-14, venne modificato allungando la parte anteriore della fusoliera, ai lati della quale furono posti altri due motori a getto D-30M capaci di alimentare con i gas di scarico i contenitori subalari del cuscino d'aria. I galleggianti gonfiabili, invece, furono sostituiti da carenature metalliche simili agli scarponi per idrovolanti. La scomparsa di Bartini, avvenuta il 6 dicembre 1974, e la necessità di un'ulteriore messa a punto, evidenziata dalle prove in mare condotte nel 1975, posero però un insormontabile freno allo sviluppo della macchina, definitivamente abbandonato nel 1981. Delle tre macchine costruite una fu distrutta da un incendio. Un VVA-14 è conservato presso la fabbrica Beriev di Taganrog mentre un MPI-14 quadrireattore si trova parzialmente smontato presso il Museo centrale delle aeronautiche militari di Monino, Mosca.

## Morte
Attivo fino all'ultimo nonostante i suoi problemi cardiaci, Bartini morì a Mosca il 6 dicembre 1974, per infarto del miocardio. È sepolto presso il cimitero Vvedenskoe.

## Contatti con l'Italia
In tutti gli anni della sua attività aeronautica, condotta in completa riservatezza, Bartini visse in totale distacco dall'Italia, dove peraltro trascorse solo pochi anni dopo la prima guerra mondiale.
Nel 1967, in occasione delle celebrazioni del cinquantenario della rivoluzione d'ottobre, si tenne a Mosca una conferenza sulla figura di Antonio Gramsci il cui relatore principale fu Umberto Terracini. Al convegno era presente Bartini, che avvicinò il dirigente e altri esponenti del PCI per ricordare gli anni di lotta politica trascorsi insieme.
In quella stessa occasione, l'ormai settantenne ingegnere strinse amicizia con Adriano Guerra, corrispondente da Mosca de l'Unità che gli avrebbe dedicato un articolo biografico, pubblicato il 17 ottobre 1967. Un altro articolo sarebbe apparso sull'organo ufficiale del PCI per commemorare la sua scomparsa. In esso veniva riportato il necrologio ufficiale dell'italiano, apparso il 10 dicembre 1974 a firma di Dmitrij Fëdorovič Ustinov, futuro ministro della difesa e di quattro tra i più grandi costruttori sovietici allora viventi: Tupolev, Il'jušin, Antonov e Jakovlev. Sarebbero stati gli unici riscontri, in Italia, di cinquantuno anni di intensa attività aeronautica.

## Aeroplani

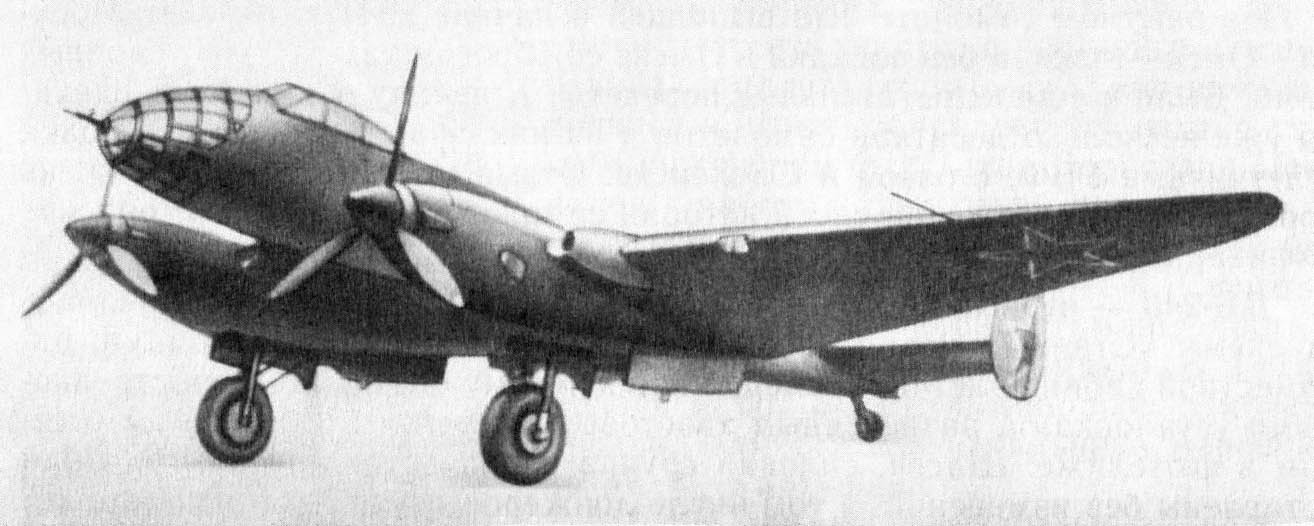
L'Ermolaev Er-2.

Roberto Bartini nella sua carriera progettò più di 60 aerei.
- MTB-2 (1930)
- DAR  (1935) aereo anfibio per ricognizione Artica
- Stal'-6 (Сталь-6) (1933) - stabilì un record di velocità
- Stal'-7 (Сталь-7) (1935)
- Bartini T-117
- Er-2 (AKA DB-240) (1940)
- Er-2 2xAM-35, aprile 1942.
- Er-2 2xACh-30B, dicembre 1943, 300 esemplari realizzati; bombe 3 x 1000 kg. Velocità massima 446 km/h. Autonomia 5000 km
- A57 (1957) Rivoluzionario bombardiere strategico a propulsione jet
- VVA-14-1/M-62 (1972) - Aeroplano-ecranoplano a decollo verticale progettato per il ruolo antisom. Bartini-Beriev 1972.
- AL-40 - Idroplano a energia nucleare, mai realizzato, anni sessanta.
- R 53.6K - Tutte le superfici aerodinamiche erano "calcolabili" fino alla quarta derivata, anni quaranta.

## Lo scienziato
Oltre all'aeronautica, Bartini si occupò di cosmologia e filosofia della scienza. Creò una teoria dello spazio-tempo a sei dimensioni che fu chiamata poi Mondo di Bartini.
Pubblicazioni di Bartini su problemi fondamentali della fisica:
- (EN)  Roberto Oros di Bartini. Some Relations Between Physical Constants. In: Doklady Acad. Nauk USSR, 1965, v.163, No.4, p. 861-864 (in inglese, russo); titolo originale: Доклады Академии наук, 1965, т.163, №4, c.861-864.
- (RU)  Roberto Oros di Bartini. Alcune relazioni tra le costanti fisiche. Nella collezione: Problemi della Teoria della Gravitazione e Particelle Elementari, Atomizdat, 1966, p. 249-266, (сборник Проблемы теории гравитации и элементарных частиц, М., Атомиздат, 1966, с.249-266).
- (EN)  Roberto Oros di Bartini. Relations Between Physical Constants. In: Progress in Physics, 2005, v.3, p. 34-40.

Bartini ha poi scritto anche Catena, un manoscritto sulla sua adolescenza e sul suo arrivo in Unione Sovietica.

## Onorificenze
A Bartini è dedicato un asteroide della fascia principale, il 4982 Bartini, scoperto nel 1977 da Nikolaj Stepanovič Černych.